# Pucará (Bolivia)
Pucará es una pequeña localidad y municipio de Bolivia, situada en la provincia de Vallegrande, en el departamento de Santa Cruz. El municipio cuenta con una población de 2076 habitantes (INE 2012), y se encuentra a una altitud de 2.455 m s. n. m. Es famosa por ser uno de los puntos de la guerrilla del El Che y por su arquitectura colonial.

## Historia
Fue fundada el 8 de noviembre de 1748 por doña Isabel Martínez Peña, en la ruta que comunicaba Santa Cruz de la Sierra con Charcas y Potosí. Entre los primeros habitantes de Pucará había judíos conversos que fueron destinados a esta localidad para servir de colchón ante el frecuente ataque de los guaraníes de la región. El pueblo se formó con arquitectura colonial española, y se preserva hasta hoy en día con sus paredes blancas, puertas labradas y techos de teja roja. Durante la segunda mitad del siglo veinte, Pucará sufrió una fuerte emigración de sus habitantes a la ciudad de Santa Cruz de la Sierra y en menor escala a Vallegrande.

## Geografía
Pucara se encuentra dentro de las últimas estribaciones de la cordillera de los Andes, comprendiendo entre una altura de 800 metros en el río Grande en la zona de La Higuera a los 2.800 al norte en la zona de Pucará.
El municipio se ubica al suroeste de la provincia Vallegrande, limitando con el Departamento de Chuquisaca por el oeste, con el Departamento de Cochabamba por el norte y con el municipio de Vallegrande por el norte, sur y este.

## Clima
El clima es templado semiseco con una temperatura promedio de 17.5 °C. Las estaciones están marcadas por veranos suaves y lluviosos, e inviernos con frecuentes frentes fríos llamados surazos que vienen desde la Patagonia hasta las pampas en el departamento de Santa Cruz, causando heladas en los valles más orientales como Pucará.  

## Demografía
De acuerdo con el censo boliviano de 2024, la población del municipio de Pucará es de 2 009 habitantes.
La población del municipio disminuyó aproximadamente una quinta parte entre 1992 y 2024:
| Año  | Habitantes (municipio) | Fuente |
| ---- | ---------------------- | ------ |
| 1992 | 2 571                  | Censo  |
| 2001 | 2 548                  | Censo  |
| 2012 | 2 076                  | Censo  |
| 2024 | 2 009                  | Censo  |

## Economía
La economía local es principalmente agrícola y ganadera. Se cultiva maíz, trigo, cebada, papa, y frutas (manzana, pera, durazno, ciruelo y uva). Hay crianza de ganado ovino, caprino y vacuno. El turismo también es una fuente cada vez más importante de ingresos, y con gran potencial, ya que Pucará está en la Ruta del Ché, entre Vallegrande y La Higuera, y es un pueblo con arquitectura colonial muy bien preservada.